# Torre Zubialdea
La Torre Zubialdea fue una antigua casa-torre de la villa de Bilbao en Vizcaya, País Vasco en España. Levantada antes de la fundación de la villa, fue uno de los edificios principales de la misma. En ella se alojaban los Señores de Vizcaya y los Reyes de Castilla en sus estancias en la villa. A finales del siglo XVII, sufrió grandes modificaciones en su estructura, fue rebajada su altura y se adaptó al uso residencial, abriéndose ventanas y balcones en su fachada. Se derribó en 1866.

## Historia
Esta torre era propiedad de la familia de apellido Bilbao, estaba situada  en el Casco Viejo en la intersección de la calle Artecalle con la plaza Mayor, en la que se encuentra la iglesia de San Antón, y el puente que cruza el río Nervión, o Ibaizabal. Recibía el nombre de Zubialdea, por estar próxima al puente que cruza el río Nervión. 
En 1464 era propiedad de Martín Ibáñez de Bilbao y su esposa Teresa Martínez de Barrondo, que eran padres de Sancho, Lope, y Martín. En su recuerdo una calle lleva su nombre "Ibáñez de Bilbao". En esta torre se alojaron los Señores de Vizcaya, en sus visitas a la villa de Bilbao, por ser anterior a que se le concediese el rango de villa al puerto de Bilbao en 1300, por Don Diego López V de Haro, Señor de Vizcaya. En esta torre se alojó la reina Isabel la Católica en su estancia en Bilbao en 1483.
En la fachada de esta torre, que daba a la Plaza Mayor, donde actualmente se encuentra el Mercado de la Ribera, había tres escudos, el del centro más grande con las armas de los Reyes Católicos, y dos pequeños a los lados, con las armas de la ciudad de Bilbao y del señorío de Vizcaya, acompañados por dos inscripciones apaisadas, que recordaban la estancia de los Reyes en la torre de Zubialdea, como se puede apreciar en la fotografía que se conserva, que fue publicada en La Ilustración Española y Americana.

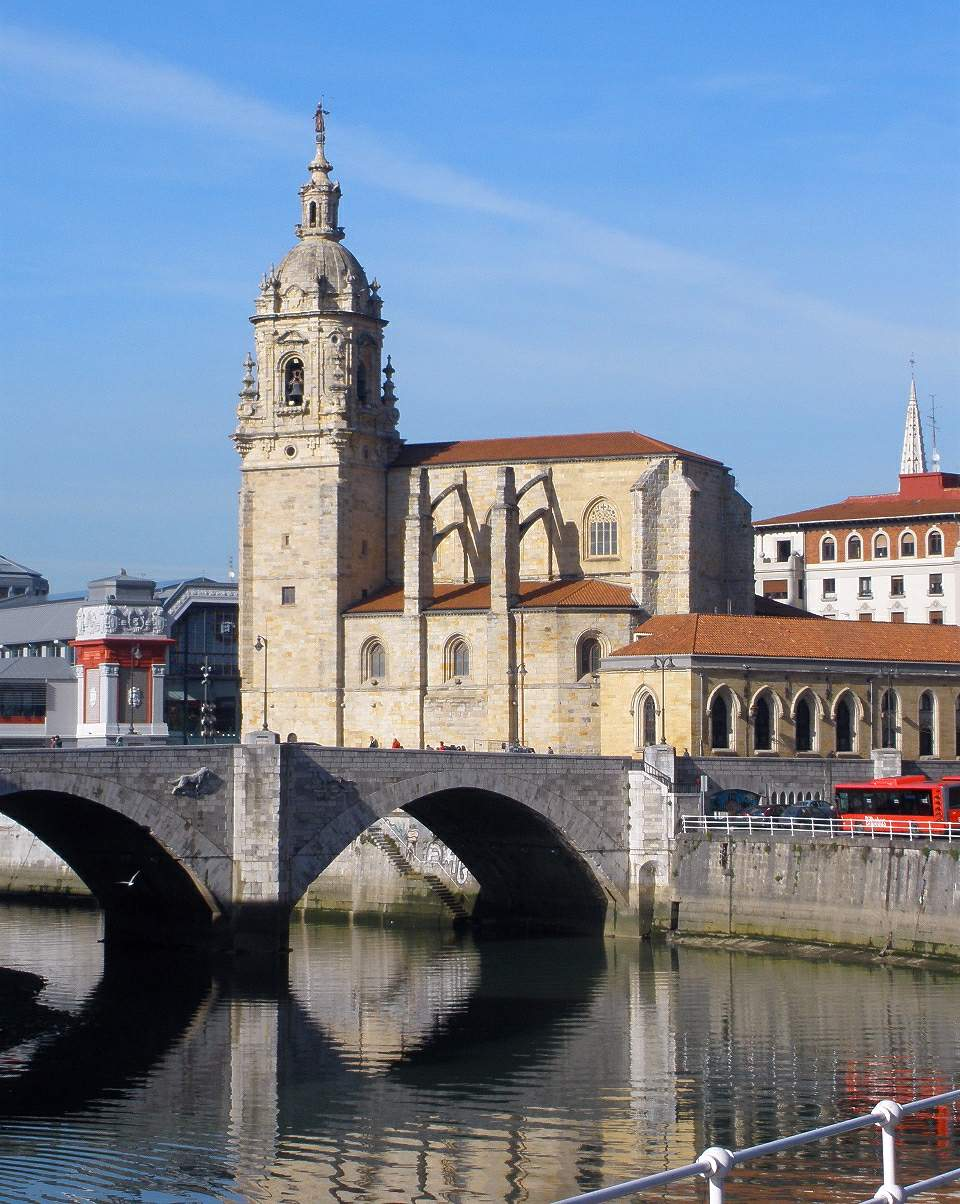
Iglesia de San Antón y puente sobre el Nervión en Bilbao

En 1519, era propiedad de Sancho Martínez de Bilbao y su esposa Toda de Arana, que el 28 de junio, fundaron un mayorazgo con esta casa torre y el resto de sus bienes. Fueron padres de Sancho Martínez de Bilbao, Martín de Bilbao, Furtuno de Bilbao, y Taresa Martínez de Bilbao. La torre de Zubialdea continuó en la sucesión de la familia Bilbao hasta 1866.

### Mayorazgo de la familia Bilbao en 1519
Mayorazgo fundado por Sancho Martínez de Bilbao en 1519 

Sepan quantos esta escritura de mayorazgo vieren como yo, Sancho Martínez de Vilvao, basallo del rey e de la reyna, nuestros señores; e yo, doña Toda de Arana, su muger,  que por quanto el rey e la reyna, nuestros señores, por nos hazer bien e merced, e porque quedase memoria de nuestra casa e linaje nos dieron lizencia e facultad que pudiesemos hacer mayorazgo. De toda la torre de cal y canto que hemos e tenemos en la cal de Frrancos (Actual calle Artecalle) de la dicha villa, sobre el muro de la Plaza Mayor de la dicha villa, donde nos, los dichos Sancho Martínez de Vilvao e doña Toda de Arana, su muger, vivimos e moramos, que ha por aledaños de la una parte la Plaça Mayor de la dicha villa, e por la otra parte la calle, e por detrás el caño e servidumbre de la dicha villa, e por el costado las casas de Hurtun Yniguis Hernani e doña Mari Vrtis de Bildosolla.E vien así, de vnas casas nuevas de doze ventanas que nos, los dichos Sancho Martínez e doña Toda, hemos e tenemos en la dicha cal de Francos de la dicha villa, sobre el cantón de la dicha villa, que ha por aledaños de la vna parte la calle real, e por la otra parte el cantón que va de la cal Somera a la iglesia del señor Santiago de la dicha villa y a otras partes, e por la otra parte, las casas del hospital nuevo de San Iohan, e por detrás las casas de Juan Martínez de Recalde. E más la mitad de las casas que nos, los dichos Sancho Martínez e doña Toda, hemos e tenemos en la cal Somera de la dicha villa detrás las sobredichas casas, según e como las tenemos e poseemos en uno con las otras medías casas que han e tiene Juan Yniguis de Henderica, vecino otrosi de la dicha villa, que han por aledaños de la vna parte las casas del dicho Juan Martínez de Recalde, e por la otra las casas del dicho Juan Yniguis, e por delante la calle real, e por detrás el caño y serbidunbre que pasa por entre ellas e por las otras dichas nuestras casas.E vien así, de todas las casas e horno e huerta que nos hemos e posemos en el arrabal de de Allende la Puente de la dicha villa, según e como están edeficadas e la dicha huerta çerrada de cal e canto junto cabo las dichas casas, que ha por aledaños de la vna parte el solar basio de Juan Ochoa de Milluegui e Juan Peres de Çaballa, escribano, e por la otra parte la huerta de los herederos de Pero Garçia de Arriaga, e por detrás el camino que va al dicho rebal, e por delante la plaça e astillero del dicho rebal. E vien así, de vnas casas que nos hemos y tenemos en el dicho rebal, que son delante la puente prinçipal de la dicha villa, que han por aledaños de la vna parte las casas del la mujer e herederos de Sancho de Salzedo e de Martin de Billella, rementero, e por la otra parte las casas de los herederos de Juan Martines de Olarte, e por detrás çiertas huertas, e por dellante la plaça e pie de la dicha puente. E más, de vna huerta que tenemos çercada de cal e canto en Vilvao la Vieja, que ha por aledaños de la vna parte la huerta de Françisco d’Arbierto, e por la otra parte la huerta de Juan Martínez de Arbolancha, e por detrás la huerta de Juan Yniguis de Henderiça, e por delante el camino que va de la dicha villa a Abando e otras partes. E de todas las ruedas de pan moler de campo que tenemos en Ybayçabal, que están en la ribera e rio caudal que viene por Ybaiçabal a la dicha villa de Vilvao, que ha por aledaños de la vna parte el dicho cavdal, e por la otra parte el camino real que va de Arrigorriaga a la dicha villa de Vilvao.E más, de los dos dozaos que tenemos en las ruedas nuevas de Ybaiçabal, que están vien así sitas en la ribera del dicho rio cavdal, en las quales dichas ruedas nuevas hay otros parçoneros; e han por alledaños de la vna parte el dicho rio cavdal, e por la otra parte el dicho camino real. E de los ocho mill maravedis que avemos e tenemos de merçed de sus altezas en ballesteros e en lanças mareantes en cada vn año, situados en la tesorería de Vizcaya e en la renteria de la dicha villa de Vilvao. Con todos los mejoramientos e edefiçios que los dichos heredamientos e ruedas e torre e casas e huertas e cosas susodichas avemos fecho e hizieremos de aquí adelante. A lo qual fueron presentes por testigos, rogados e llamados, Martín Ybañes de Vilvao y Martín Martínez de Vgao, mercaderos, e Juan de Arbi, vezinos de la dicha villa. Que fue fecha e otorgada fue esta carta en las puertas de la torre del dicho Sancho Martínez de Vilvao, que es en la calle de Artecalle de la dicha villa, a veinte e ocho días del mes de junio, año del naçimiento de Nuestro Señor Ihesu Christo de mil e quinientos e dies e nuebe años. A lo qual fueron presentes por testigos, rogados e llamados, Sancho de Líbano, el hijo de Sancho Saes de Líbano, e Sancho de Gastannaça e Pero Saes de Bequea e Ynnigo de Bedia, platero, vezinos de la dicha villa. E yo, Martin Saes de Sojo, escribano.

## Sucesión
- Martín Ibáñez de Bilbao se casó con Teresa Martínez de Barrondo. Era propietario de la casa torre en 1464, siendo uno de los mayores contribuyentes a las arcas municipales de la villa contribuyendo con 7.272 maravedís, superando a Tristán de Leguizamón que pagaba 5.052 maravedís, a Juan Martínez de Arbolancha que pagaba 4.043 maravedís y Juan Sáenz de Güemes que aportaba 1.900 maravedís. Fueron padres de Sancho, Martín Ibáñez y de Pedro Martínez de Bilbao, que fue Regidor de Bilbao en 1483.
- Sancho Martínez de Bilbao y Barraondo se casó con Toda de Arana. El 28 de junio de 1519, fundaron un mayorazgo con esta casa torre y el resto de sus bienes. Fueron padres de Sancho Martínez de Bilbao, Martin de Bilbao, Furtuno de Bilbao, y Taresa Martínez de Bilbao.[4]
- Sancho Martínez de Bilbao y Arana se casó con Catalina de Basurto.
- Sancho de Bilbao y Basurto se casó con Antonia de Novia, hija de Pedro de Novia. Fueron padres de Sancho, Felipe y María Sánchez de Bilbao y Novia.[6]
- María Sáez de Bilbao se casó en 1574 con Martín de Tellaeche, natural de Deusto población limítrofe con Bilbao.
- Antonio de Tellechea y Bilbao, falleció sin sucesión y heredó el mayorazgo su hermana Antonia.
- Antonia de Bilbao y Tellaeche se casó en Bilbao en 1618, con Mateo de Echavarri y Morga.
- Pedro Jacinto Echevarri y Bilbao Tellaeche, fue Caballero de la Orden de Santiago. Fue Diputado General del Señorío de Vizcaya en 1674. Se casó en Bilbao en 1662 con Isabel de Barrenechea y Mújica.
- Pedro Jacinto de Echavarri Bilbao y Barrenechea,  se casó con Josefa Antonia de Arbieto Orue y del Campo, heredera del mayorazgo de Arbieto, que había sido fundado por Francisco López de Arbieto y su mujer María Jiménez de Bertendona en el siglo XVI. Este mayorazgo incluía la casa torre de Arbieto en la calle Barrencalle de Bilbao, la torre de Abando en Bilbao, y la capilla de San Antón en la Catedral de Bilbao.Sepulcro de los Arbieto. Catedral de Bilbao

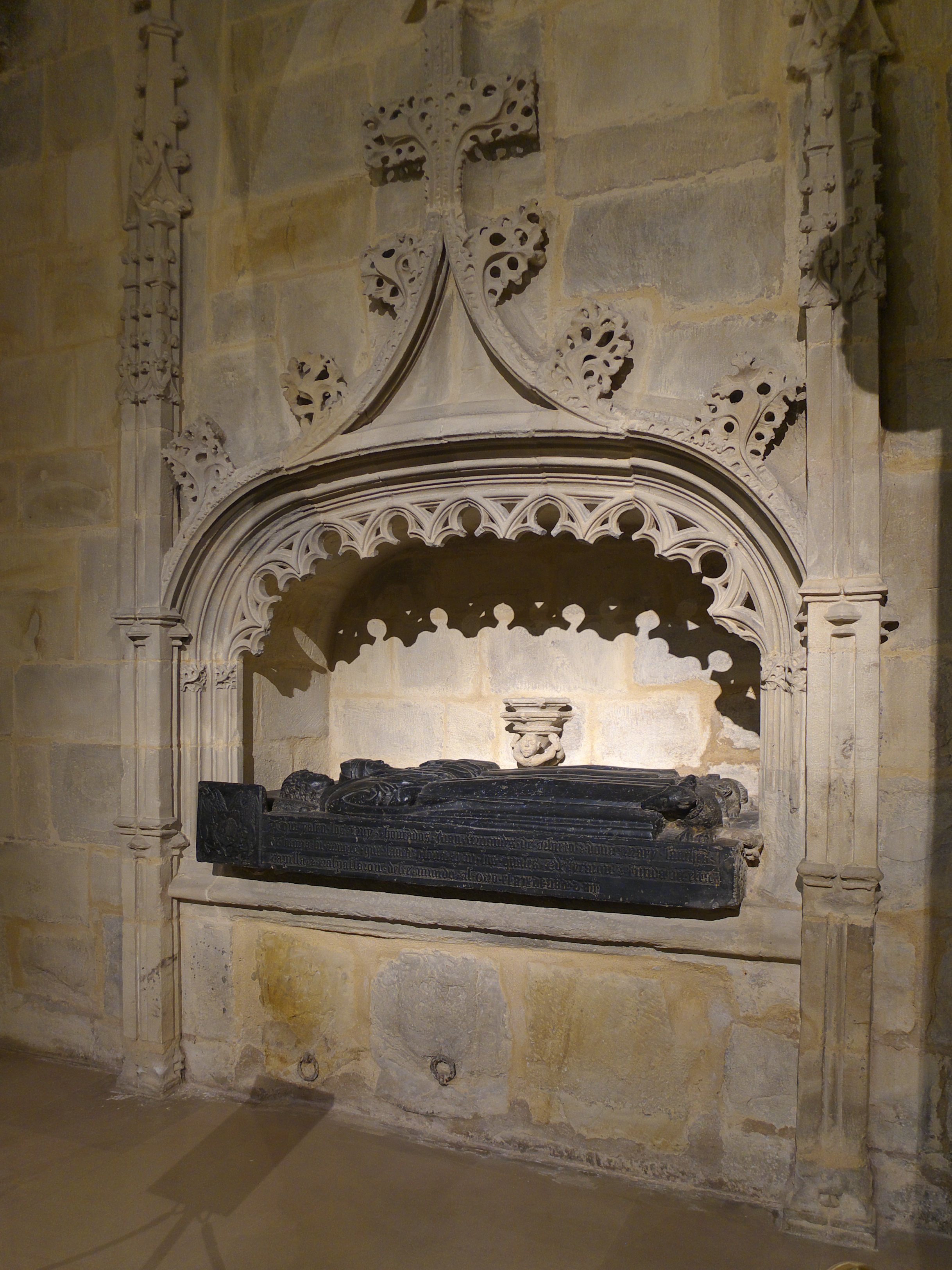
Sepulcro de los Arbieto. Catedral de Bilbao

- José Francisco de Echavarri Bilbao Arbieto y Orue, nació en Bilbao en 1702, se casó con Mariana Bouvi Oberlant y LLona, hija de Gabriel de Bovui y Budver, y de Josepha de Oberlant y Llona.
- María Josefa Atanasia de Echavarri y Boubi Bilbao,[7] heredó los mayorazgos de Bilbao, Arbieto y Zuazo, viviendo en Abando población limítrofe con Bilbao. Se casó en Bilbao en 1746 con Miguel Francisco de Sarachaga y Zubialdea, Alcalde de Bilbao en 1768 y 1774, fue Diputado General del Señorío de Vizcaya en 1784. Miguel Francisco había nacido en 1726 en Bilbao, era hijo de Miguel de Sarachaga y Azpiroz, y de Francisca Zubialdea y de la Puente. Fueron padres de Pablo Joaquín y de Vicente Nicolás de Sarachaga Echabarri. Vicente Nicolás nació en 1754 en Bilbao,  y se casó en 1792 con Francisca de Arana Olarra y Villabaso.
- Pablo Joaquín de Sarachaga Bilbao y Echabarri, nació en Bilbao en 1751, se casó con Antonia de Izarduy y González de la Vega. Heredó el Mayorazgo de Bilbao, con la casa Torre de piedra de la calle Artecalle, situada sobre la muralla y la Plaza Mayor. La casa de 12 ventanas en la misma calle sobre el cantón. La casa de la calle Somera. La casa horno y huerta del arrabal de allende el puente, y la la casa de enfrente del puente. Una huerta cerrada en Bilbao la Vieja. 8.000 maravedís en Lanzas y ballesteros mareantes. En Abando las ruedas de moler pan del Ybaizabal. Entre los bienes libres estaban en Deusto la casería de Tellaeche, en Oquendo la casa torre de Echavarri, y las casas de Echevarri, Galdamez y Zabala. Heredó el mayorazgo de Arbieto, que incluía, la casa torre de Arbieto en la calle Barrencalle de Bilbao, con otras dos casas en la misma calle, una tienda en la calle Tenderia, y una huerta tras la cerca de la villa. En Abando incluía la casa Torre de Abando y las viñas cerradas, el manzanal llamado Abando, un monte en Indauchu, y dos casas en Orduña. La capilla del Convento de San Francisco". También heredó el mayorazgo de Zuazo, que incluía dos casas en Bilbao frente al Hospital, el horno llamado de la gabarra, frente a la ermira de Urasurrutia, dos suelos de casas en la calle Carnicería y otra en la calle Barrencalle. La casa de Aldecoa en Deusto". También heredó el mayorazgo de Sarachaga, que incluía, la casa de Sarachaga en Oquendo, una casa en la calle Barrencalle de Bilbao y una casa en el barrio de las ollerias de Abando.[8]
- Florencio José Antonio de Sarachaga Bilbao e Izarduy, nació en Bilbao en 1778, donde se casó en 1805 con Micaela de Uría-Nafarrondo y Alcedo.Fue Regidor de Bilbao en 1809, y partidario del Rey José Bonaparte. Ocupó un cargo de Prefecto de Castilla-La Mancha, instalándose en Manzanares (Ciudad Real),  falleció en 1825. Micaela de Uría-Nafarrondo y Alcedo tras enviudar se casó en Baden-Baden, Alemania, en 1825 con el militar Carl von Lassolaye, barón de Lasollaye, coronel comandante de Artillería del gran ducado de Baden. Micaela se intaló en Baden con sus hijos Jorge, Mariano y María de Sarachaga y Uria. María se casó con Franz Anton Adolf Neubronn.
- Jorge de Sarachaga y Uría-Nafarrondo, nació en Manzanares (Ciudad Real), en 1811[9] fue diplomático en la legación de España en Rusia,[10] donde se casó  en 1837, con Catherine Lobanoff de Rostoff Rucheleff, dama de honor de la emperatriz Alexandra Fjodorovna. Catalina era hija del príncipe ruso Aleksey Aleksandrovich Lobanov-Rostovsky y su esposa la condesa Alexandra Grigorievna Kucheleff. Jorge falleció en un duelo con Moritz von Haber en 1843.

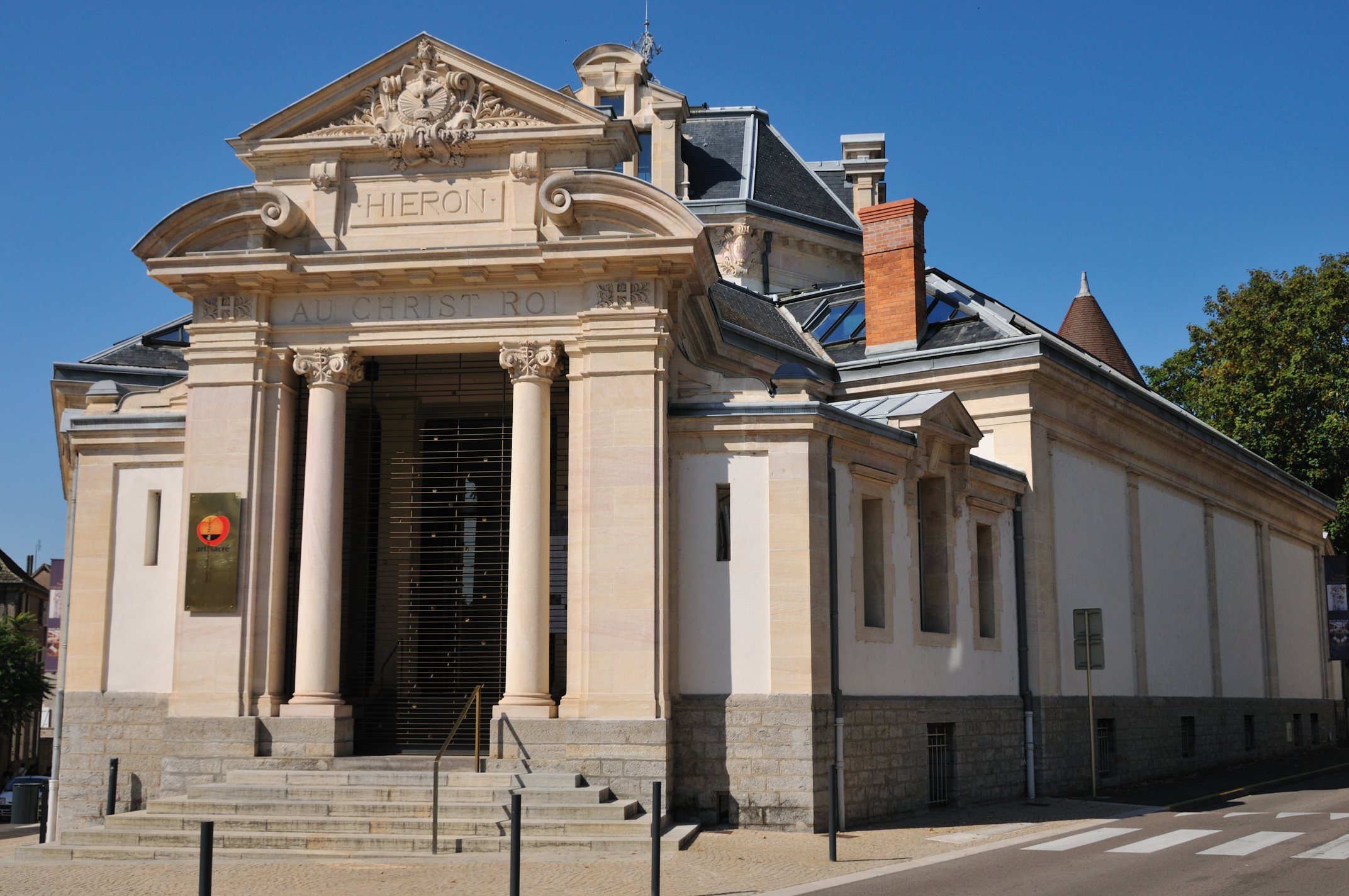
Paray-le-Monial Musée eucharistique du Hiéron

- Alexis de Sarachaga y Lobanoff de Rostoff, nació en Bilbao en 1840, recibió los nombres de Alexo Florentino Severiano y fue bautizado el 8 de noviembre en la iglesia de San Nicolás. "Alexis quedó huérfano con 7 años, y pasó a vivir con sus abuelos maternos en París, y posteriormente con su hermana en Rusia.[11]  Alexis vendió en 1866 la torre Zubialdea de Bilbao, que fue derribada. Alexis se instaló en Paray-le-Monial (Francia), donde encargó construir el Museo de Arte Sagrado, Musée du Hiéron, al arquitecto Noël Bion en 1890, asesorado por el sacerdote jesuita Víctor Drevon.[12] Falleció en 1918 en Marsella, Francia.
- Esperanza de Sarachaga y Lobanoff de Rostoff,(1839–1914)[13] nació en San Petersburgo el 7 de julio de 1839 y se casó en 1862 con el barón Friedrich von Wetzhausen, diplomático en la corte Rusa, como enviado de Luis II de Baviera. Posteriormente el matrimonio se instaló en Baviera, donde Esperanza fue conocida como baronesa Spera von Truchseß. El 10 de junio de 1886, Esperanza se encontraba junto al resto de la corte del rey Luis II de Baviera, en el castillo de Neuschwanstein, y salió en defendsa del Rey ante varios conpiradores.[14] Spera fundó un hogar para ancianos en la población Stadtlauringen en Baviera, Alemania, con el nombre de su esposo "Friedrichsheim". Esperanza falleció en Cannes, Francia, el 28 de enero de 1914.

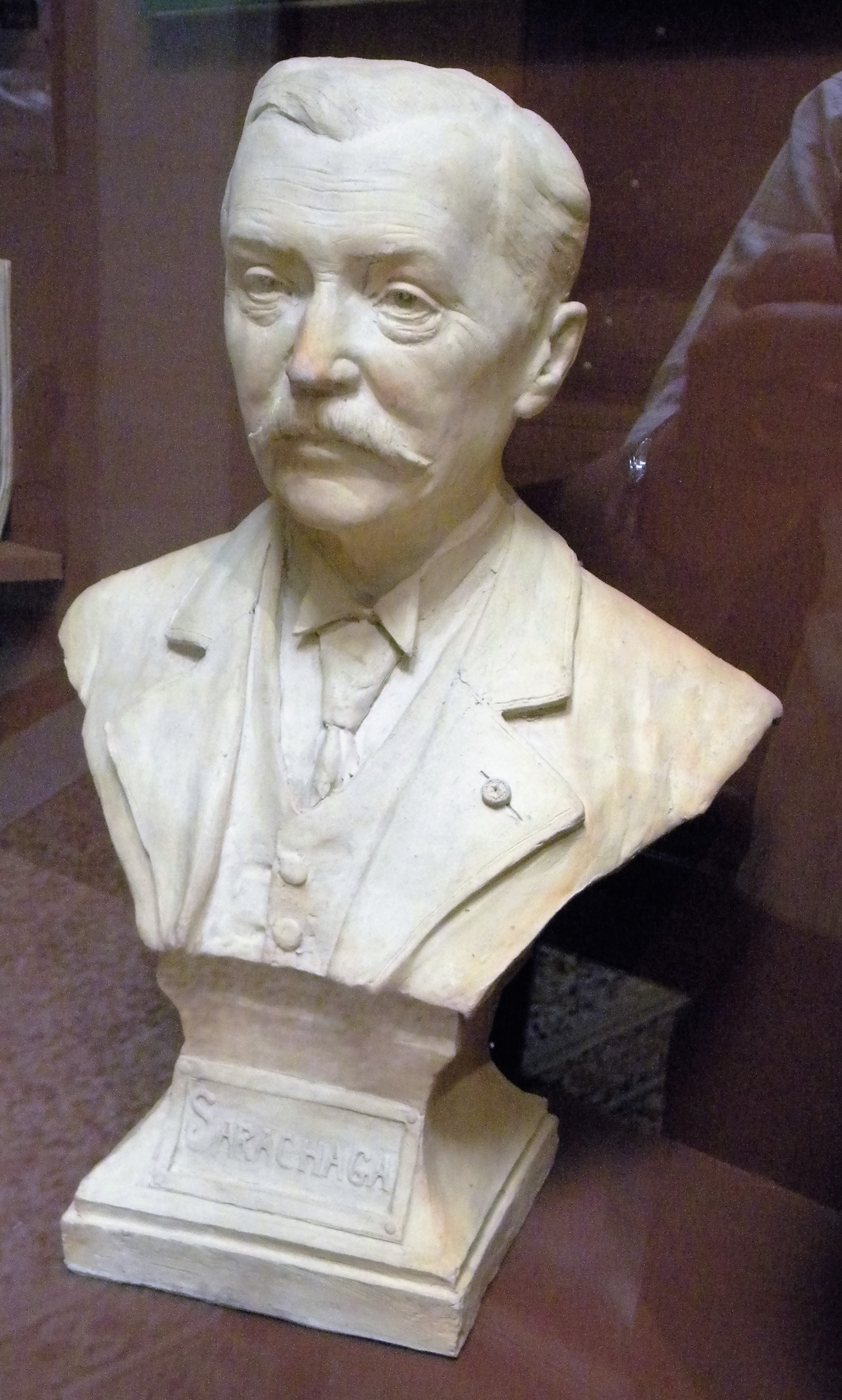
Barón Alexis de Sarachaga (1840-1918)